# محمد مؤمن الأسترآبادي
الميرزا محمد مؤمن بن دوست محمد الحسيني الأسترآبادي (ت. 1088 هـ). هو رجل دين شيعي إيراني ينتمي لأسرة دينيَّة في العهد الصفوي، وكان والده من رجال الدين المعروفين، وكان خازناً لكتب الأستانة الرضويَّة بمشهد، وله بعض المؤلَّفات باللغة الفارسيَّة كما ذُكر في ترجمته. وكان الأسترآبادي مقيماً بمكَّة مع والد زوجته الأخباري المعروف محمد أمين الأسترآبادي.

## تلامذته
يعد محمد باقر المجلسي أبرز تلميذ من تلامذة الأسترآبادي وله منه إجازة أوردها بتمامها في كتابه بحار الأنوار، ومن تلامذته أيضاً أحمد بن محمد بن يوسف المقابي وله منه كذلك إجازة، وأشار كذلك محسن الأمين العاملي إلى أنَّ من جملة تلامذته والراويين عنه عبد الله الشوشتري، وذلك في موسوعته أعيان الشيعة وأسند هذا إلى بعض الإجازات إذ قال: «وفي إجازة الشيخ أحمد الجزائري لولده محمد بن أحمد أنه يروي عنه المولى محمد باقر المجلسي والمولى عبد الله الشوشتري».

## الأقوال فيه
ذُكر الأسترآبادي بالثناء في كلمات من ترجموا له من الشيعة، فقد أثنى عليه الحر العاملي عند ذكره له في أمل الآمل، وقال: «السيد الجليل الأمير محمد مؤمن الأسترآبادي، ساكن مكَّة، عالم، فاضل، فقيه، محدّث، صالح، عابد، شهيد». وكذا محمد باقر الخوانساري في ترجمته له في روضات الجنَّات إذ قال: «الجليل النبيل السيّد محمد مؤمن الحسين الأسترآبادي، الشهيد المجاور بمكّة المعظمة». وأمَّا عبد الحسين الأميني الذي أفرد ترجمة مطوَّلة للأسترآبادي في شهداء الفضيلة فقد قال: «هو مجتمع الفضائل، وملتقى أنواع المكارم، لم يدع مأثرة إلَّا وحازها».

## مؤلفاته
- الرجعة. هو الكتاب الوحيد المعروف للأسترآبادي إذ قال محقِّق الكتاب فارس الحسُّون في مقدمته على الكتاب: «لعلَّ كتاب الرجعة هذا هو الأثر الوحيد الذي تركه المؤلف»،[7] وذكره آغا بزرگ الطهراني في الذريعة قائلاً: «إثبات الرجعة وظهور الحجة والاخبار المأثورة فيها عن آل العصمة»،[8] وإعجاز حسين الكنتوري في كشف الحجب والأستار بقوله: «الرجعة للسيد الجليل محمد مؤمن الحسيني الأسترآبادي ذكر فيها الأخبار المنقولة عن أصحاب العصمة صلوات الله عليهم في هذا الباب».[9]

## مقتله
قُتل الأسترآبادي في مكة حيث تحكي المصادر الشيعيَّة التي ترجمت له أنَّه اتهم زوراً بالتغوط في المقام الحنفي - أحد المقامات الأربعة للمسجد الحرام وتلويثه، فحين جاء عبد الله الأفندي على ترجمة الأسترآبادي في رياض العلماء أشار إلى ذلك بقوله: «مات شهيداً في مكَّة سنة سبع وثمانين وألف في المسجد الحرام لأجل تهمة التغوَّط بمقام الحنفي فيه». وأمَّا عبد الحسين الأميني فقد فصَّل في ذلك، فقال: «استشهد بمكَّة المكرَّمة سنة 1088 بعدما اطلَّع سدنة البيت بتلويثه بالعذرة من كافر الدّ، فشاع الخبر وأخذ مأخذه من الأهميّة، وبلغ الاستياء من عامّة الناس كلّ مبلغ وحق له ذلك، وعقدت النوادي والمجتمعات للمفاوضة في الأمر وتحرّي الملحد الأكوع الذي جنت يداه الأثيمتنا تلكم الجناية الفظيعة، واجتمع خاصّة أهل مكّة وفيهم الشريف بركات وقاضيها محمد ميرزا، فلم يهدهم الأخذ والردّ إلى مرتكبٍ لها لكنّما - قتل الخراصون - أوحت إليهم بواعثهم أن يقذفوا بها الإمامية من نزلاء مكّة، وأظهروا الجزم به، وتقرّر عندهم أن يقتل كل منهم من يصادف أي أحد من الشيعة بعد انفضاض المجلس، فدخل جماعة من الأتراك وبعض أهل مكة المسجد فوجدوا خمسة من القوم منهم السيّد المترجم فقتلوهم».